# Entodon buckii
Entodon buckii är en bladmossart som beskrevs av Lin Shan-hsiung 1984. Entodon buckii ingår i släktet Entodon och familjen Entodontaceae. Inga underarter finns listade i Catalogue of Life.